# 哈达 (海西女真)
哈达（转写：Hada）是女真的氏族部落之一，因世居于哈达河畔（今辽宁省西丰县小清河）而得名。

## 历史
明朝后期，哈达属于海西四部之一，由与乌拉同祖的哈达那拉氏所统治。自王台任哈达国主后，采取“远交近攻”之策略，使哈达逐渐称雄于女真各部，叶赫、乌拉、辉发及建州女真所属之浑河部“尽皆服之”。
万历二年（1574年），因捕得王杲，明封王台为右柱國、龍虎將軍，认可其女真霸主的地位。然而王台晚年，生活腐化，民不堪苦，时常有叛投叶赫部之事，国势渐衰。
万历十年（1582年）王台死，岱善即位，孟格布禄謀殺继位，王台余子不服，互相攻杀。适逢叶赫与建州崛起，哈达在内耗之中彻底失去了女真霸主的地位。后来在古勒山之战中，哈达也是九部联军的主力之一，被建州女真击败。最终，于万历二十七年（1599年），建州贝勒努尔哈赤攻占哈达城，贝勒孟格布禄投降，被努尔哈赤下令恩养，哈达实质上已遭建州吞并。不久，孟格布禄谋刺努尔哈赤，伏诛。
万历二十九年（1601年），努尔哈赤将女儿下嫁给孟格布禄之子吴尔古代。不久，明朝遣使来指责建州意图吞并哈达。努尔哈赤便将吴尔古代送还所部，使其为贝勒重掌哈达。叶赫贝勒纳林布禄闻讯，联合蒙古诸部劫掠哈达，掠走敕书六十道。不久，哈达闹饥荒，吴尔古代穷困而投建州，哈达自此正式灭亡。

## 参看
- 海西女真
- 乌拉